# Ха Тин
Ха Тин (виј. Hà Tĩnh) је град у Вијетнаму у покрајини Ha Tinh. Према резултатима пописа 2009. у граду је живело 117.546 становника.